# Acqua buia
Acqua buia (Edge of Dark Water) è un romanzo del 2012 dello scrittore statunitense Joe R. Lansdale.

## Trama
Sue Ellen è una sedicenne che vive col brutale e ambiguo padre Don e la madre Helen, quest'ultima dipendente da un medicinale, il toccasana che la rende apatica ma che le consente di sopportare le violenze ed il degrado familiare. Un giorno, mentre Sue Ellen, il padre e il perfido zio Gene stanno pescando nel fiume Sabine, riportano alla superficie il cadavere di una ragazza con i piedi legati ad una pesante macchina da cucire. È May Lynn, un'amica di Sue e dei suoi due giovani compagni di avventure, Terry Thomas e Jinx Smith. Disgustati dall'indifferenza generale che suscita il macabro ritrovamento, Sue Ellen insieme con la sveglia e disincantata ragazza di colore Jinx ed il bello ed intelligente Terry, emarginato per la sua omosessualità, decidono di cremarne il corpo e di portare le sue ceneri ad Hollywood, dove avrebbe sempre voluto fare carriera come stella del cinema. Si aggrega al gruppo, in un collettivo tentativo di riscatto sociale, la madre di Sue Ellen in fuga dall'abietto e violento marito. Molti pericoli ostacoleranno il viaggio del quartetto, inseguito dal corrotto poliziotto Sy Higlins, dallo zio di Sue Ellen, Gene Wilson e dallo spietato assassino chiamato Skunk (puzzola), lanciati sulle loro tracce dal padre di May Lynn, Cletus Baxter, nel tentativo di recuperare una rilevante somma di denaro frutto di una rapina. Jake, il defunto fratello di May Lynn, aveva infatti lasciato in custodia alla sfortunata sorella il bottino, seppellito insieme al suo complice in una tomba abbandonata; i tre ragazzi grazie ad una mappa, si erano impossessati dei soldi, senza immaginarne le conseguenze.

## Ambientazione
Il romanzo si svolge in Texas, durante il periodo della grande depressione lungo il fiume Sabine.

## Personaggi
Sue Ellen WilsonGiovane protagonista, disincantata e stanca delle violenze familiari e delle equivoche attenzioni del padre. Scoprirà con grande sollievo di essere invece la vera figlia di un avvocato di città.
Terry ThomasGiovane e intelligente. Emarginato a causa del suo diverso modo di essere e da poco scopertosi omosessuale. È sua la decisione di cremare il corpo di May Lynn e di portarne le ceneri ad Hollywood.
Jinx SmithCinica ragazza nera. La più realista del gruppo e la più concreta.
SkunkCacciatore di tracce, mezzo Seminole o Cherokee, assassino psicopatico e inarrestabile. Collezione le mani mozzate delle sue vittime, e le indossa a mo' di collana intorno al collo.
(Jinx)
Helen WilsonLa madre di Sue Ellen, si unisce al gruppo per sfuggire alle violenze del marito e da una vita stordita dall'alcool e dalle medicine.
May Lynn BaxterBellissima ragazza, sognava una vita da star del cinema ma viene trovata affogata dagli amici nel fiume Sabine. Il corpo era zavorrato da una macchina da cucire.
Don WilsonIl violento laido e ripugnante padre di Sue Ellen.
Jake BaxterIl fratello di May Lynn, rapinatore senza scrupoli e assassino. Muore di polmonite lasciando alla sorella indicazioni su come ritrovare il bottino nascosto di una rapina.
Cletus BaxterIl padre di May Lynn. Assolda lo psicopatico Skunk per rintracciare i ragazzi e recuperare il denaro frutto dell'ultima rapina del figlio morto.
Sy HiglinsPoliziotto pigro, corrotto e privo di principi morali. Decide di non indagare sulla morte di May Lynn ma inseguirà i ragazzi e tenterà di ucciderli per cercare impossessarsi del bottino della rapina.
Gene WilsonLo zio di Sue Ellen, violento e pervertito. Con Sy Higlins si getterà sulle tracce dei ragazzi e del bottino.
Jay JoyReverendo della Chiesa Battista. Nasconde un grande segreto che ne appesantisce la coscienza.
La vecchiaDecaduta possidente terriera confederata. Rapisce i ragazzi per costringerli a lavorare per lei.

## Edizioni
- (EN) Joe R. Lansdale, Edge of Dark Water, 1ª ed., New York, Mulholland Books, 2012, ISBN 978-0316188432.
- Joe R. Lansdale, Acqua Buia, traduzione di Luca Conti e Chiara Ujka, Stile Libero Big, Torino, Einaudi, 2012, ISBN 978-88-06-20886-8.